# Resolució 1077 del Consell de Seguretat de les Nacions Unides
La Resolució 1077 del Consell de Seguretat de les Nacions Unides fou adoptada el 22 d'octubre de 1996. Després de reafirmar les resolucions 937 (1994), 1036 (1996) i 1065 (1996) sobre Geòrgia, el Consell va establir una Oficina de Drets Humans a Sukhumi com a part de la Missió d'Observació de les Nacions Unides a Geòrgia (UNOMIG).
Després de reiterar el seu suport a la integritat territorial i a la sobirania de Geòrgia, el Consell de Seguretat va examinar un informe del Secretari General i va decidir que la novament establerta Oficina de Drets Humans quedaria sota l'autoritat del Cap de Missió de la UNOMIG. Va ser rebre el mandat d'ajudar a la població d'Abkhàzia. Les prioritats del programa es van determinar a partir de consultes amb el Secretari General i el govern de Geòrgia i els acords de seguiment foren observats amb l'Organització per a la Seguretat i la Cooperació a Europa.
La resolució va ser aprovada per 14 vots a favor i cap en contra, amb l'abstenció de la Xina, que va argumentar que l'establiment de l'Oficina de Drets Humans quedava fora del mandat del Consell de Seguretat i no podria establir un precedent per a futures missions de manteniment de la pau.